# Děkanství jihlavské
Děkanství jihlavské je územní část brněnské diecéze s centrem v Jihlavě. Zahrnuje 20 římskokatolických farností. Děkanství je starobylé a nově bylo vymezeno při reformě členění brněnské diecéze k 1. červenci 1999. V roce 2013 se součástí děkanství staly farnosti Dolní Cerekev a Vyskytná nad Jihlavou, které byly k brněnské diecézi nově přičleněny z českobudějovické diecéze.
Funkci děkana vykonával od 1. července 1999 do 5. ledna 2015 P. Mgr. Pavel Horký, farář farnosti Stonařov. Následně byl děkanem jmenován od 1. srpna 2015 R. D. Mgr. Jiří Buchta.

## Seznam farností
| Farnost               | Správce                                                     | Farní kostel            |
| --------------------- | ----------------------------------------------------------- | ----------------------- |
| Batelov               | R. D. Mgr. Stanislav Váša                                   | sv. Petra a Pavla       |
| Brtnice               | R. D. Jaroslav Sojka                                        | sv. Jakuba Většího      |
| Dolní Cerekev         | administrátor excurrendo, Batelov                           | sv. Maří Magdalény      |
| Jamné u Jihlavy       | R. D. Mgr. Zdeněk Veith                                     | Nalezení sv. Kříže      |
| Jihlava – Matky Boží  | P. Mgr. Josef Josef Goryl, OFMConv.                         | Nanebevzetí Panny Marie |
| Jihlava – sv. Jakub   | D. ICLic. Mgr. Marian Jiří Husek, OPraem.                   | sv. Jakuba Většího      |
| Kamenice u Jihlavy    | R. D. Mgr. Pavel Bublan, OFMConv.                           | sv. Jakuba Staršího     |
| Kostelec u Jihlavy    | administrátor excurrendo Třešť                              | sv. Kunhuty             |
| Luka nad Jihlavou     | R. D. Mgr. Jakub Tůma                                       | sv. Bartoloměje         |
| Panské Dubenky        | administrátor excurrendo, Studená                           | Zjevení Páně            |
| Pavlov u Stonařova    | administrátor excurrendo, Stonařov                          | sv. Víta                |
| Rančířov u Jihlavy    | administrátor excurrendo, Jihlava – sv. Jakub               | sv. Petra a Pavla       |
| Růžená                | administrátor excurrendo, Třešť                             | sv. Máří Magdalény      |
| Stonařov              | R. D. Mgr. Jiří Buchta                                      | sv. Václava             |
| Střížov u Jihlavy     | administrátor excurrendo, Brtnice                           | sv. Jana Křtitele       |
| Třešť                 | R. D. Martin Mokrý                                          | sv. Martina             |
| Vílanec               | administrátor excurrendo, Stonařov                          | sv. Jakuba Staršího     |
| Vyskytná nad Jihlavou | administrátor excurrendo, D. Kamil Václav Sovadina, OPraem. | sv. Vavřince            |
| Vysoké Studnice       | administrátor excurrendo, Luka nad Jihlavou                 | Nejsvětější Trojice     |
| Zhoř u Jihlavy        | administrátor excurrendo, Jamné u Jihlavy                   | sv. Markéty             |